# Kristoffer Askildsen
Kristoffer Askildsen (Oslo, 9 gennaio 2001) è un calciatore norvegese, centrocampista del Viking.

## Caratteristiche tecniche
Di ruolo centrocampista, dispone di buona fisicità e dinamismo. Abile nel recuperare palloni, è bravo in entrambe le fasi di gioco e può giocare sia da interno sia da esterno di centrocampo.

## Carriera

### Club

#### Gli inizi
Ha iniziato la carriera nell'Heming, per poi entrare nel vivaio dello Stabæk all'età di 12 anni. Ha debuttato con la prima squadra contro il Ranheim nel settembre 2018 e si è affermato come titolare nell'aprile 2019.

#### Sampdoria e Lecce
Acquistato dalla Sampdoria il 28 gennaio 2020 con un contratto di quattro anni e mezzo, raggiunge il connazionale Morten Thorsby. Inizia giocando nella formazione Primavera della squadra, per poi essere confermato tra i convocati della prima squadra di Claudio Ranieri. Il 21 giugno 2020 esordisce in prima squadra, entrando a dieci minuti dalla fine della partita persa per 2-1 contro l'Inter. Il 29 luglio trova la prima rete in maglia blucerchiata, segnando la rete dell'1-4 nella sconfitta interna contro il Milan.
Il 17 luglio 2022 viene ceduto in prestito al Lecce, neopromosso in Serie A, con diritto di riscatto e controriscatto. Con i salentini mette a referto 22 presenze nella stagione 2022-2023, per poi fare ritorno alla Sampdoria nell'estate seguente.
Nella serie cadetta, disputa 18 partite coi blucerchiati, l'ultima delle quali a marzo a causa di un infortunio. Torna a disposizione nelle ultime giornate della stagione, ma non viene mai impiegato dal tecnico Andrea Pirlo. L'11 luglio 2024, rescinde il proprio contratto con il club genovese.

#### Midtjylland
Lo stesso giorno in cui ha rescisso il proprio contratto coi doriani, Askildsen viene ingaggiato ufficialmente dal Midtjylland, nella massima serie danese, con cui firma un contratto quinquennale.

### Nazionale
Il 16 novembre 2020, dopo anni in cui ha militato nelle nazionali giovanili norvegesi, viene convocato nella nazionale maggiore in occasione della partita del 18 novembre 2020 contro l'Austria, valida per la UEFA Nations League 2020-2021, a causa della positività al coronavirus di alcuni componenti della rosa; esordisce entrando in campo nel finale al posto di Ghayas Zahid.

## Statistiche

### Presenze e reti nei club
Statistiche aggiornate all'11 luglio 2024.
| Stagione         | Squadra          | Campionato       | Campionato | Campionato | Coppe nazionali | Coppe nazionali | Coppe nazionali | Coppe continentali | Coppe continentali | Coppe continentali | Altre coppe | Altre coppe | Altre coppe | Totale | Totale | Totale |
| Stagione         | Squadra          | Comp             | Pres       | Reti       | Comp            | Pres            | Reti            | Comp               | Pres               | Reti               | Comp        | Pres        | Reti        | Pres   | Reti   |        |
| ---------------- | ---------------- | ---------------- | ---------- | ---------- | --------------- | --------------- | --------------- | ------------------ | ------------------ | ------------------ | ----------- | ----------- | ----------- | ------ | ------ | ------ |
| 2018             | Stabæk           | ES               | 1          | 0          | CN              | 0               | 0               | -                  | -                  | -                  | -           | -           | -           | 1      | 0      |        |
| 2019             | Stabæk           | ES               | 14         | 1          | CN              | 1               | 0               | -                  | -                  | -                  | -           | -           | -           | 15     | 1      |        |
| Totale Stabæk    | Totale Stabæk    | Totale Stabæk    | 15         | 1          |                 | 0               | 0               |                    | -                  | -                  |             | -           | -           | 16     | 1      |        |
| gen.-ago. 2020   | Sampdoria        | A                | 4          | 1          | CI              | 0               | 0               | -                  | -                  | -                  | -           | -           | -           | 4      | 1      |        |
| 2020-2021        | Sampdoria        | A                | 6          | 0          | CI              | 1               | 0               | -                  | -                  | -                  | -           | -           | -           | 7      | 0      |        |
| 2021-2022        | Sampdoria        | A                | 19         | 0          | CI              | 3               | 0               | -                  | -                  | -                  | -           | -           | -           | 22     | 0      |        |
| 2022-2023        | Lecce            | A                | 22         | 0          | CI              | 0               | 0               | -                  | -                  | -                  | -           | -           | -           | 22     | 0      |        |
| 2023-2024        | Sampdoria        | B                | 18         | 0          | CI              | 1               | 0               | -                  | -                  | -                  | -           | -           | -           | 19     | 0      |        |
| Totale Sampdoria | Totale Sampdoria | Totale Sampdoria | 47         | 1          |                 | 5               | 0               |                    | -                  | -                  |             | -           | -           | 52     | 1      |        |
| Totale carriera  | Totale carriera  | Totale carriera  | 84         | 2          |                 | 6               | 0               |                    | -                  | -                  |             | -           | -           | 90     | 2      |        |

### Cronologia presenze e reti in nazionale
| Cronologia completa delle presenze e delle reti in nazionale ― Norvegia | Cronologia completa delle presenze e delle reti in nazionale ― Norvegia | Cronologia completa delle presenze e delle reti in nazionale ― Norvegia | Cronologia completa delle presenze e delle reti in nazionale ― Norvegia | Cronologia completa delle presenze e delle reti in nazionale ― Norvegia | Cronologia completa delle presenze e delle reti in nazionale ― Norvegia | Cronologia completa delle presenze e delle reti in nazionale ― Norvegia | Cronologia completa delle presenze e delle reti in nazionale ― Norvegia |
| Data                                                                    | Città                                                                   | In casa                                                                 | Risultato                                                               | Ospiti                                                                  | Competizione                                                            | Reti                                                                    | Note                                                                    |
| ----------------------------------------------------------------------- | ----------------------------------------------------------------------- | ----------------------------------------------------------------------- | ----------------------------------------------------------------------- | ----------------------------------------------------------------------- | ----------------------------------------------------------------------- | ----------------------------------------------------------------------- | ----------------------------------------------------------------------- |
| 18-11-2020                                                              | Vienna                                                                  | Austria                                                                 | 1 – 1                                                                   | Norvegia                                                                | UEFA Nations League 2020-2021 - 1º turno                                | -                                                                       | 81’                                                                     |
| Totale                                                                  |                                                                         | Presenze                                                                | 1                                                                       |                                                                         | Reti                                                                    | 0                                                                       |                                                                         |